# Полблу
Полблю — гора на плато Баррінгтон-Топс, розташована в Раді Мід-Коуст у Новому Південному Уельсі, Австралія.
З висотою у 1575 м гора Полблю є другою найвищою точкою в цьому районі після вергини Брумлой. Навколишня територія вкрита субальпійськими сніжними лісами та високогірними болотами. Неподалік є популярне місце для кемпінгу та прогулянкові стежки в Національному парку Баррінгтон Топс.
| Земля | Це незавершена стаття з географії. Ви можете допомогти проєкту, виправивши або дописавши її. |